# Mycetia parishii
Mycetia parishii är en måreväxtart som beskrevs av William Grant Craib. Mycetia parishii ingår i släktet Mycetia och familjen måreväxter.
Artens utbredningsområde är Burma. Inga underarter finns listade i Catalogue of Life.